# Angst (film 1983)
Angst è un film del 1983 diretto da Gerald Kargl. Unico lungometraggio realizzato dal regista austriaco, è stato sceneggiato dallo stesso Kargl insieme al polacco Zbigniew Rybczyński, il quale si è occupato anche della fotografia e del montaggio.
Il film è interpretato dall'attore austriaco Erwin Leder e la sua trama è liberamente ispirata alla storia del serial killer Werner Kniesek.

## Trama
Uno psicopatico, appena rilasciato dal carcere, si introduce in una villa isolata e inizia a dare sfogo al suo inguarito sadismo sulla famiglia che la abita, composta da una giovane donna, dal fratello ritardato e dall'anziana madre.

## Colonna sonora
La colonna sonora del film è del tedesco Klaus Schulze ed è caratterizzata da una musica percussiva realizzata col sintetizzatore.

## Influenze
Il regista francese Gaspar Noé ha citato Angst tra le principali ispirazioni del suo stile cinematografico. Noé lo ha definito «uno dei capolavori del decennio» e «il miglior film su un omicida psicopatico che abbia mai visto».